# 421
| [ Edytuj tabelę ] |                                                         |
| Cesarz Bizancjum  | - 408 Teodozjusz II 450                                 |
| Król Franków      | - 420 Faramund 426                                      |
| Władca Guptów     | - 414 Kumaragupta 455                                   |
| Władca Korei      | - 413 Changsu 491                                       |
| Papież            | - 418 Bonifacy I 422                                    |
| Król Persji       | - 420 Bahram V 439                                      |
| Cesarz Rzymu      | - 395 Flawiusz Honoriusz 423 - 421 Konstancjusz III 421 |
| Król Wandalów     | - 406 Gunderyk 428                                      |
| Król Wizygotów    | - 419 Teodoryk I 451                                    |

Rok 421 / CDXXI
stulecia: IV wiek ~
V wiek ~
VI wiek

lata: 411 «
416 «
417 «
418 «
419 «
420 «
421
» 422
» 423
» 424
» 425
» 426
» 431

## Wydarzenia
- 8 lutego – Konstancjusz III został mianowany przez cesarza rzymskiego Honoriusza na współcesarza.
- 25 marca – według legendy w południe została założona Wenecja.
- 7 czerwca – cesarz bizantyński Teodozjusz II poślubił Atenę Eudokię.

## Zmarli
- Konstancjusz III, cesarz rzymski (ur. ?)